# 마카오 포르투갈어
마카오 포르투갈어(포르투갈어: português macaense)는 마카오에서 사용되는 포르투갈어의 방언으로, 마카오에서는 포르투갈어가 광둥어와 함께 공용어이다. 마카오 포르투갈어는 마카오 인구의 약 2.3%가 모국어 또는 제2외국어로 어느 정도 구사한다. 이는 포르투갈 통치 기간 동안 마카오에서 발전한 뚜렷한 포르투갈어 크리올인 마카오어(또는 patuá)와 혼동해서는 안 된다.

## 역사
마카오는 1557년 포르투갈이 다른 아시아 지역과의 무역 중심지로 이 지역을 설립하면서 포르투갈어와 첫 접촉을 가졌다. 이 언어는 19세기 중국이 마카오를 포르투갈에 할양하고 마카오가 공식적인 포르투갈 속주로 선언되면서 마카오에 본격적으로 유입되었다. 당시 광둥어와 함께 공용어가 되었다. 4세기 이상 포르투갈 식민지였음에도 불구하고 포르투갈어는 마카오에서 널리 사용되지 않았으며 행정 및 고등 교육에만 제한적으로 사용되었고 주로 포르투갈 식민주의자, 혼혈의 마카오 토생 포인(이들 중 상당수는 마카오어를 사용했었다), 그리고 순수 중국 혈통의 엘리트 및 중산층에 의해 사용되었다. 포르투갈어 피진은 더 널리 사용되었다. 현재 마카오에는 포르투갈어를 교육 언어로 사용하는 학교는 마카오 포르투갈어 학교 단 한 곳뿐이며, 포르투갈어는 주로 공립 학교에서도 가르쳐진다.
마카오는 1999년 포르투갈에서 중화인민공화국으로 주권이 이양되었지만 포르투갈어는 공식 언어로 남아 있었다. 1999년 마카오가 중국에 할양된 후 21세기 초 아시아에서 포르투갈어 사용이 감소하고 있었음에도 불구하고, 주로 마카오와 가장 가까운 포르투갈어 사용국인 동티모르의 지난 5년간 화자 수 증가, 그리고 중국과 포르투갈, 브라질, 앙골라, 모잠비크, 동티모르와 같은 포르투갈어권 국가 간의 무역 관계 증대로 인해 중국 당국이 마카오에서 포르투갈어를 공식 언어로 보호하고 있기 때문에 포르투갈어 교육이 증가하고 있으며, 5,000명의 학생들이 이 언어를 배우고 있다.

## 특징

### 음운론
마카오 방언은 전통적으로 고대 포르투갈어의 한 종류였다. 그러나 오늘날에는 발음과 어휘에서 표준 유럽 방언을 밀접하게 따른다. 유일한 포르투갈어 교육 학교는 동티모르와 같은 대부분의 CPLP와 마찬가지로 표준 유럽 방언을 가르친다. 여전히 포르투갈어를 제2외국어로 사용하는 사람들에 의해 광둥어 음운론의 영향을 받은 몇 가지 음운론적 차이가 있다. 예를 들어 비R음성 악센트: 동사 원형의 최종 /ɾ/가 탈락한다(cf. comer '먹다', dormir '자다', 하지만 mar '바다'는 아님). 이는 아프리카의 포르투갈어 및 대부분의 브라질 포르투갈어 화자들과 유사하며, [ʒ]는 [ʃ]로 무성음화되는데, 이는 마카오에 거의 유일한 특징이다. 이러한 음운론적 차이는 포르투갈어 고등 교육을 받은 중국인에게는 적용되지 않는다.

### 어휘
어휘는 포르투갈과 동일하지만 광둥어의 영향으로 약간의 차이가 있다. 마카오 포르투갈어는 또한 말레이어와 다른 인도유럽어족 언어인 싱할라어, 콘칸어, 마라티어에서 외래어를 차용했는데, 이는 포르투갈 정착민들이 이웃한 중국이 아닌 포르투갈령 말라카, 포르투갈령 인도, 포르투갈령 실론 출신 여성들과 자주 결혼했기 때문이다. 17세기에는 네덜란드의 동인도 제도 확장에 의해 이주된 다른 아시아의 포르투갈 식민지, 특히 포르투갈령 말라카, 인도네시아, 포르투갈령 실론 출신 이민자들과 일본 기독교인 난민들의 유입으로 추가적인 영향을 받았다. 여기에는 tim sam, 딤섬; goh lor, 고 로; 그리고 shu tiu, 시 티우가 포함된다. 이는 포르투갈어로 말하는 국가와 지역, 특히 포르투갈로 퍼져나갔는데, 포르투갈 귀환자들과 중국 및 마카오 문화에 충성하는 일부 중국인 및 마카오인에 의해 전해졌다. 어휘는 일부 마카오인과 중국인 정착민들과 함께 포르투갈 정착민들이 떠나면서 브라질로도 전해졌다.

## 같이 보기
- 동티모르 포르투갈어
- 고아 포르투갈어